# Louis Brownlow

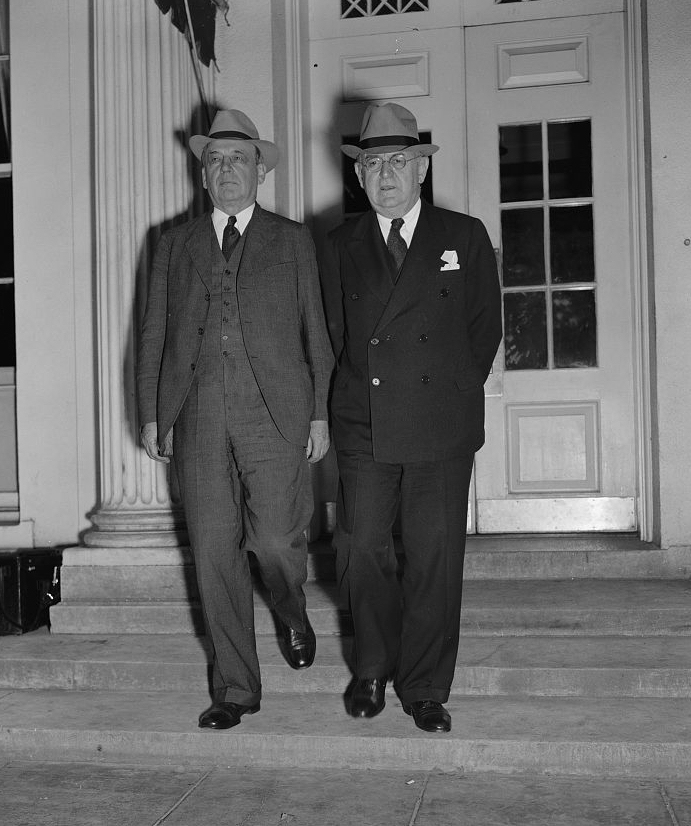
Louis Brownlow (rechts) mit Charles Edward Merriam beim Verlassen des Weißen Hauses (1938)

Louis Brownlow (* 29. August 1879 in Buffalo, Dallas County, Missouri; † 27. September 1963 in Washington, D.C.) war ein US-amerikanischer Politiker, Politikwissenschaftler und politischer Berater. Zwischen 1917 und 1920 war er als Präsident des Board of Commissioners Bürgermeister der Bundeshauptstadt Washington.

## Werdegang
Louis Brownlow wurde zu Hause unterrichtet. Wegen der Armut seiner Eltern konnte er sich keine bessere Schulausbildung leisten. Er hat sich aber viel Wissen aus Büchern selbst angeeignet. Seit dem Jahr 1900 war er in der Zeitungsbranche tätig. Zwischen 1905 und 1916 war er Berichterstatter für Europa, den Nahen und den Fernen Osten. Politisch schloss er sich der Demokratischen Partei an. Im Juni 1916 nahm er als Delegierter an der Democratic National Convention in St. Louis teil, auf der Präsident Woodrow Wilson zur Wiederwahl nominiert wurde. Durch seine genaue Vorhersage der Ereignisse nach dem Attentat von Sarajevo, das 1914 zum Ersten Weltkrieg führte, erregte er die Aufmerksamkeit des Präsidenten.
Im Jahr 1915 wurde Brownlow von Wilson in das aus drei Personen bestehende Gremium Board of Commissioners, das die Stadt Washington regierte, berufen. Dort verblieb er bis 1920. Innerhalb dieser Gruppe wurde er 1917 zum Vorsitzenden bestimmt. In dieser Eigenschaft übte er faktisch das Amt des Bürgermeisters aus, auch wenn dieser Titel zwischen 1871 und 1975 offiziell nicht benutzt wurde. Diesen Posten bekleidete er zwischen 1917 und 1920. Während dieser Zeit wurde die Polizeiverwaltung der Stadt reformiert. Außerdem wurde Washington 1918 von einer Grippewelle heimgesucht.
In den Jahren nach seiner Zeit als Präsident des Board of Commissioners war Brownlow Stadtdirektor (City Manager) in Petersburg (Virginia) (1920–1923) und in Knoxville (Tennessee) (1924–1926). Dasselbe Amt bekleidete er von 1927 bis 1931 in Radburn (New Jersey). Im Jahr 1931 wurde er einer der Direktoren der City Housing Corporation in New York City. Ebenfalls seit 1931 begann er mit Vorlesungen zum Fach politische Wissenschaften an der University of Chicago. Von 1931 bis 1945 war er Direktor der Behörde Public Administration Clearing House. Zwischen 1936 und 1939 war er Mitglied des von Präsident Franklin D. Roosevelt eingesetzten Committee on Administrative Management, das manchmal auch als Brownlow Committee bezeichnet wird. Aufgabe dieses Gremiums war die Erarbeitung von Vorschlägen zur Reform der Regierungsstruktur. Auch nach seinem Ausscheiden aus diesem Komitee blieb Brownlow ein Berater von Präsident Roosevelt und dessen Nachfolger Harry S. Truman. Er war auch Mitglied zahlreicher Organisationen und Vereinigungen. Louis Brownlow starb am 27. September 1963.